# Stare Dworzyszcze
Stare Dworzyszcze – dawna kolonia, obecnie część Nowego Dworzyszcza na Białorusi, w obwodzie witebskim, w rejonie brasławskim, w sielsowiecie Dalekie.
W Skorowidzach z 1924 i 1933 oraz na mapie WIGu figuruje jako Dworzyszcze Stare.

## Historia
W czasach zaborów w granicach Imperium Rosyjskiego.
W dwudziestoleciu międzywojennym kolonia leżała w Polsce, w województwie nowogródzkim (od 1926 w województwie wileńskim), w powiecie dziśnieńskim (od 1926 w powiecie brasławskim), w gminie Bohiń.
Według Powszechnego Spisu Ludności z 1921 roku ówczesny folwark zamieszkiwało 12 osób, 10 było wyznania prawosławnego a dwie prawosławnego. Jednocześnie wszyscy mieszkańcy zadeklarowali polską przynależność narodową. Były tu 3 budynki mieszkalne. W 1931 w 7 domach zamieszkiwały 43 osoby.
Wierni należeli do parafii prawosławnej w m. Zamosze. Miejscowość podlegała pod Sąd Grodzki w Opsie i Okręgowy w Wilnie; właściwy urząd pocztowy mieścił się w m. Zamosze.